# 660 Крессентія
660 Крессентія (660 Crescentia) — астероїд головного поясу, відкритий 8 січня 1908 року.
Тіссеранів параметр щодо Юпітера — 3,392.